# Kenya Sawada
Kenya Sawada (澤田拳也, Sawada Ken'ya) (Kanagawa, 28 de janeiro de 1965) é um ator e roteirista japonês, ele apareceu em vários filmes, principalmente em produções de Hong Kong. Ele ocasionalmente foi creditado apenas pelo seu primeiro nome. 
Sawada nasceu em Kanagawa. Sua primeira aparição foi em um filme japonês Hey Oilers: The Legend of Skyline. As únicas outras produções japonesas de Sawada incluem Buyûden e Hasami, bem como a produção de Hong Kong-Japão de 1998 B gai waak. Sawada apareceu com mais destaque em várias produções de Hong Kong, começando com um papel menor no filme Thunderbolt (1995)  de Jackie Chan.
Começou a atuar no filme de ação Street Fighter - A Última Batalha, interpretando o Capitão Sawada. Sawada apareceu como parte de um acordo promocional com a Capcom. Inicialmente, a Capcom pretendia que Sawada interpretasse Ryu no filme, no entanto, seu pouco conhecimento de inglês na época tornou a escalação difícil. Em 1995, desenvolveu o roteiro do anime Street Fighter II V.
Ele Também trabalhou em Shinjuku Incident (2009) de Jackie Chan.

## Filmography

### Film
| Ano  | Title                                  | Papel              | Notas                |
| ---- | -------------------------------------- | ------------------ | -------------------- |
| 1990 | Jipangu                                | Tobatsu            |                      |
| 1991 | Hey Oilers: The Legend of Skyline      | Hanayama           | Diretamente em vídeo |
| 1994 | Street Fighter - A Última Batalha,     | Capitão Sawada     |                      |
| 1995 | Thunderbolt                            | "Saw"              |                      |
| 1996 | Somebody Up There Likes Me             | Yamada Motokazu    |                      |
| 1998 | B gai waak                             | Detective Takami   |                      |
| 2000 | Devils on the Doorstep (Guizi lai lee) | Inokichi Sakatsuka |                      |
| 2001 | Ye long                                | Ryuya Tanaka       |                      |
| 2003 | Buyûden                                | Azuma Goro         |                      |
| 2009 | Shinjuku Incident                      | Nakajima Hiromasa  |                      |
| 2010 | Yip Man chin chyun                     | Kitano Yukio       |                      |
| 2011 | The Great Magician                     | Mitearai           |                      |
| 2012 | Hasami                                 | Ken'ya             |                      |
| 2018 | Hidden Man                             | Nemoto Ichiro      |                      |
| 2018 | Huang Fei Hong: Nu hai xiong feng      | Hattori Ichiro     |                      |

### Televisinão
| Ano  | Title             | Papel                     | Notes  |
| ---- | ----------------- | ------------------------- | ------ |
| 1992 | Tokugawa Buraichō |                           | Ep. 8  |
| 1993 | Itoshi no Deka    | Membro do grupo de ataque | Ep. 19 |

### Vídeo games
| Ano  | Title                     | Papel          | Notes |
| ---- | ------------------------- | -------------- | ----- |
| 1995 | Street Fighterː The Movie | Capitão Sawada |       |
| 1995 | Street Fighter: The Movie | Capitão Sawada |       |

## Ligação externa
- Kenya Sawada. no IMDb.
- «Sítio oficial»
- Kenya Sawada no X

- Canal de Kenya Sawada no YouTube